# Завоевание полюса
«Завоевание полюса» (фр. À la conquête du Pôle, 1912) — один из поздних научно-фантастических фильмов Жоржа Мельеса, поставленный по очень отдалённым мотивам произведений Жюля Верна.

## Сюжет
Профессор Мабулофф выступает на собрании, где обсуждается наилучший способ достигнуть Северного полюса. В то время как другие безуспешно используют для этого монгольфьер или автомобиль, Мабулофф решительно отправляется на Полюс на специально сконструированном им самолёте. В полёте ему встречаются ожившие знаки Зодиака и прочие небесные тела водевильного вида. Приземлившись в Арктике, исследователи сталкиваются с вмёрзшим по плечи в лёд Снежным Великаном, который съедает Мабулоффа, но соратники профессора вынуждают чудовище его выплюнуть. Затем путешественники пытаются найти Северный полюс, но попадают в берлогу того же Великана. Прилетевшая за ними спасательная экспедиция обнаруживает, что в живых остался только профессор.

## В ролях
- Жорж Мельес — Профессор Мабулофф

## Факты
- Профессор Мабулофф был также центральным персонажем фильма «Невероятное путешествие» (1904).
- Сцена, в которой путешественники катаются на Земной Оси как на карусели в окружении своих национальных флагов пародирует постановочный снимок, сделанный экспедицией Роберта Пири.
- Эта картина визуально отличается непривычной для фильмов Мельеса глубиной кадра.